# Conversions: A K&D Selection
Conversioni: A K & D Selection è un DJ mix album, mixato da Kruder & Dorfmeister. È stato pubblicato il 16 febbraio 1996.

## Tracce
1. "Dat's Cool" – DJ Unknown Face  – 6:15
2. "Searchin'" - Dead Calm  – 7:44
3. "Come On (Simon Templar Remix)" - The Ballistic Brothers  – 4:58
4. "Nu Birth of Cool" – Omni Trio  – 5:45
5. "One and Only" – PFM  – 9:20
6. "Find Me" – Skanna – 4:49
7. "Speechless Drum & Bass" – Count Basic  – 6:50
8. "Visible From Space (Aquasky Remix)" - Hunch  – 5:53
9. "Time Zone" – Space Link  – 5:29
10. "The Lick" – Earl Grey  – 6:33